# Rumcajs

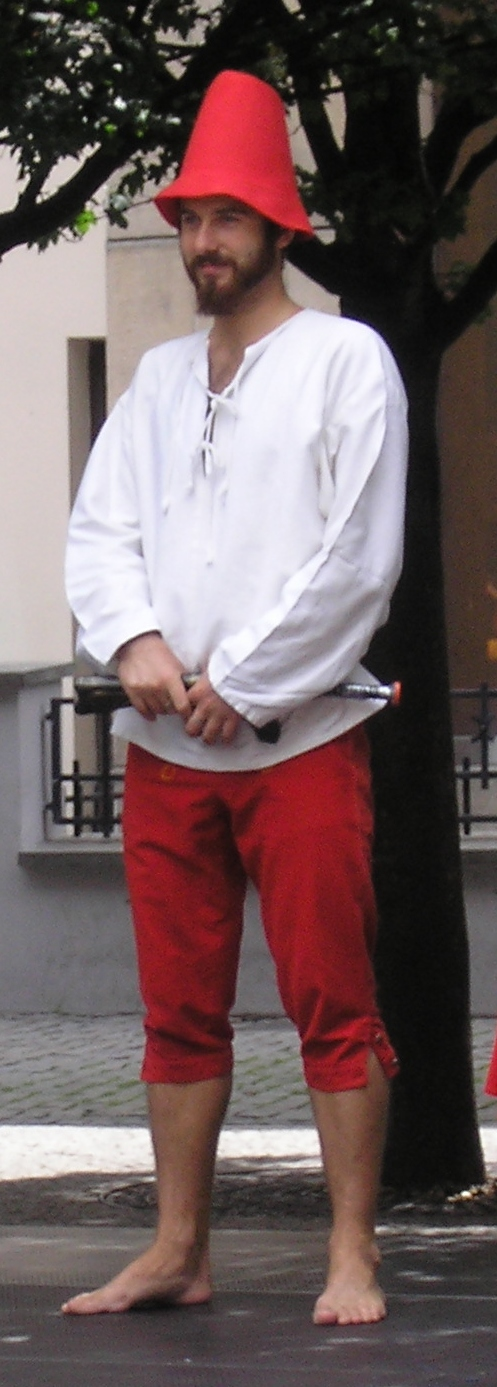
Rumcajs ztvárněný hercem na Staroměstském náměstí v Praze

Loupežník Rumcajs je pohádková postava z Večerníčku, jejíž příběhy následně vyšly i knižně. Autorem televizních příběhů je Václav Čtvrtek a ilustroval je Radek Pilař a oba tvůrci se podíleli také na knižním vydání. Rumcajs je jičínský švec, který je pro urážku nohy starosty Humpála vyhnán do lesa Řáholce. Stává se loupežníkem, později se k němu připojí jičínská dívka Manka a jejich syn Cipísek. Rumcajs je bezesporu nejznámějším jičínským hrdinou.
Večerníčkové příběhy Rumcajse později Václav Čtvrtek rozšířil o další příhody v několika knihách, nejznámější je trilogie Rumcajs, Cipísek, Manka. První příběhy o Rumcajsovi vyšly v 60. letech 20. století. Malebné pohádky si brzy získaly velkou oblibu a byly přeloženy do několika jazyků, vyšly například ve slovenštině, polštině, bulharštině, němčině, maďarštině, rumunštině, estonštině, lotyštině.

## Příběh
Loupežník Rumcajs byl původně jičínským ševcem. Toto řemeslo vykonával poctivě po devět let, než si u něj jednou nechal šít boty i jičínský starosta Humpál. Rumcajs nedopatřením urazil starostovu mohutnou nohu, která byla jeho pýchou, a byl za to vykázán z města. Usadil se v jeskyni v lese Řáholci, kde se začal živit jako loupežník. Jednou se sice zkusil vrátit k poctivému řemeslu, ale knížepán se rozhodl pokácet les Řáholec, a tak se Rumcajs stal znovu loupežníkem, aby les zachránil. Žije tu společně se svou ženou Mankou a synkem Cipískem, s nimiž prožívá spoustu dobrodružství. Spřátelí se s lesní zvěří a ostatními lesními bytostmi. Nejčastějšími soupeři jsou mu jičínská vrchnost – knížepán, kněžna, starosta Humpál a někdy dokonce sám císařpán; jindy se ale musí potýkat s nadpřirozenými nepřáteli, jakými jsou obr Cumštajn, Meluzína nebo drak.

## Hlavní postavy

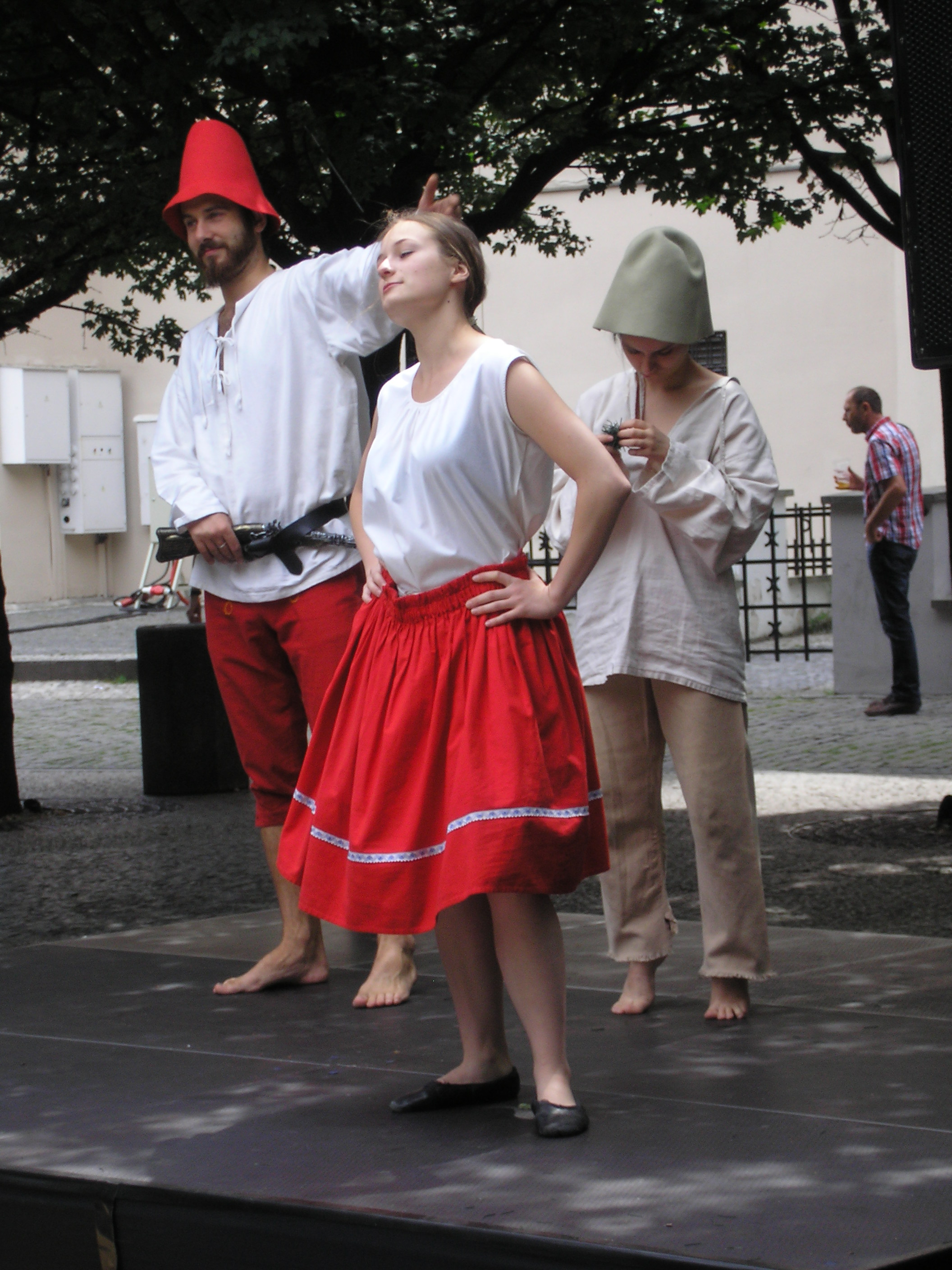
Rumcajs, Manka a Cipísek ztvárnění herci na Staroměstském náměstí v Praze

- Rumcajs. Loupežník, bývalý švec. Loupežníkem se stal až potom, co přišel o řemeslo – viz příběh. Nosí vysoký červený klobouk a všechno jeho ošacení je celkem zanedbané, jen jeho botky jsou jedna radost. Rumcajs má nepěstěné vousy, v nichž hnízdí lesní včely, pistoli ládovanou žaludy a obrovskou sílu. Přesto se na ni nespoléhá, a když může, raději si poradí chytrostí. Když chce rozdělat oheň, křísne nehtem o nehet, až vyskočí jiskra. Jeho typický vítězný pokřik zní: „Paprlapá!“ a v nouzi nebo rozhořčení zpravidla říká: „Kruciš!“ Z lesní zvěře je jeho největším přítelem řáholecký jelen šestatřicaterák. Rumcajs je příkladem dobrého loupežníka, jakými jsou (v lidovém pojetí) např. Juraj Jánošík, Robin Hood, Vilém Tell nebo Václav Babinský, který pomáhá chudým a slabým proti zlé vrchnosti.
- Manka. Pracovitá Rumcajsova žena, která se stará o jeho hospodářství, vaří sedminásobnou loupežnickou polévku a pomáhá Rumcajsovi, když si neví rady. Její hlavní zbraní je odzbrojující úsměv a šarm, jejž dokáže chytře využívat. Občas se jí v lese zasteskne po životě ve městě, třeba když dostane chuť na dýně nebo poctivý chleba. Manka je světlovasá žínka s dlouhými vlasy, která tradičně nosí červenou sukni, bílou halenku a červené korále. Nosí prstýnek, který se rozsvěcí s východem slunce, neboť jej vyrobil Rumcajs ze slunečního paprsku. Na krku mívá zavěšený drahokamínek, který Rumcajs nalezl pod vrchem Kozákovem.
- Cipísek. Rumcajsův loupežnický synek, jenž den po narození prochodil první střevíce. Zpočátku se neustále dostával do všelijakých trampot, ale postupně se naučil loupežnické mazanosti, a protože je maličký a hbitý, dokáže se dostat, kam Rumcajs nemůže. Svého otce oslovuje „Rumcajsi“. Jeho největším přítelem je Volšoveček, vodník z řáholeckého rybníčku.

## Další postavy
Jako vedlejší postavy se v knihách o Rumcajsovi objeví i hrdinové některých jiných knih Václava Čtvrtka, například hajný Robátko nebo forman Šejtroček.

### Protivníci
- Knížepán a kněžna Majolena.
- Lokaj Fricek.
- Starosta Humpál – tlustý přihlouplý líný jičínský starosta s obrovskýma nohama, na které je patřičně pyšný. Má syna Vavřince, který si měl vzít za ženu Barboru, dceru sládka Kuleho. Ze svatby však na poslední chvíli sešlo, protože se Vavřinec přičiněním kouzla zakoukal do víly a po odčarování už ho nevěsta nechtěla.
- Sládek Kule – obtloustlý jičínský sládek, veliký silák a hrubián, lidé jej však v Jičíně respektují, protože vaří výborné pivo. Později však za své zlé činy propadne peklu.
- Apatykář Pulvr – jednou Rumcajsovi místo léku proti kašli podstrčil střelný prach, jindy chodil pytlačit kapříky do řáholeckého rybníka.
- Rychtář Navrátek.
- Rychtář Fištula.
- Pláteník Španihel – hamižný jičínský pláteník. Jednou z nebe ukradne duhu a rozstříhá ji na kalhoty pro starostu Humpála.
- Obr Rabiják.
- Obr Cumštajn – není vyloženě zápornou postavou, je jen velký a nemotorný. Nakonec se uloží ke spánku a postupně se promění ve skálu (čímž se podobá například Pratchettovým trollům nebo Tolkienovým zlobrům).
- Meluzína – podivná nestará nemladá žena, mocná čarodějnice, která vládne ledovým vichrům (ve Čtvrtkově pojetí má jen velmi málo společného s původní Meluzínou ze středověké pověsti).

### Spojenci
- Vodník Volšoveček – malý řáholecký vodník, nejlepší přítel Cipíska. Ve svém jezírku má obrovskou sílu a kouzelnou moc, ale když začne na slunci usychat, rychle slábne.
- Vodník Česílko z rybníka Kníže.
- Ohnivý muž – dobrácký řáholecký přízrak v podobě hořící koule. Rumcajsovi mnohokrát pomůže v těžké situaci (utavit železnou kuli pro hajného Robátka, roztopit kotel parní lokomotivy), Rumcajs jej na oplátku několikrát zachrání (například ze zajetí starosty Humpála nebo samotného císařpána).
- Podučitel Očičko – zmatený jičínský intelektuál a vynálezce, zpravidla zcela netečný k jakémukoli ohrožení (ukazuje svým žákům draka, který se chystá spálit město Jičín).
- Puškař Halíř.
- Hodinář a klenotník Semerád.
- Kovář Štancl.
- Sumec Holdegron
- Jelen šestatřicaterák
- Řáholecká sojka – podobně jako sojka v Krkonošských pohádkách nosí i do Řáholce sojka novinky o tom, co se děje v okolí

## Datace příběhu
Z náznaků lze soudit, že se příběh odehrává v 60. letech 19. století. Císařovna v knize se jmenuje Bětka (tj. Alžběta Bavorská, žena Františka Josefa I., známá jako Sisi) a mluví se o vojně s Prusem (bitva u Hradce Králové v r. 1866). Několikrát je zmiňován pruský král Fricek, zřejmě jde o Fridricha Viléma IV. (vládl Prusku v letech 1840–1861).

## Večerníček
Večerníček O loupežníku Rumcajsovi vznikal od roku 1967. Stejně jako knihu, také televizní příběhy zpracoval Václav Čtvrtek a Radek Pilař. První dvě série namluvil Karel Höger, třetí sérii Eduard Cupák. Celkem vznikly tři série, které mají dohromady 39 dílů.